# British Journal of Surgery
Das British Journal of Surgery, abgekürzt Br. J. Surg., ist eine wissenschaftliche Fachzeitschrift, die vom Wiley-Blackwell-Verlag veröffentlicht wird. Im Jahr 1913 wurde sie gegründet und fusionierte im Jahr 2002 mit der bis 2003 bestehenden Zeitschrift Swiss Surgery (1995 aus der 1945 gegründeten Schweizer Zeitschrift Helvetica Chirurgica Acta hervorgegangen und 2004 durch Swiss Knife abgelöst) und dem European Journal of Surgery, das seinerseits 1991 aus einer Fusion von Acta Chirurgica Scandinavica (gegr. 1869 als Nordiskt Medicinskt Arkiv, aus dem auch das Journal of Internal Medicine hervorgehen sollte), dem Netherlands Journal of Surgery (gegr. 1949 als Archivum Chirurgicum Neerlandicum) und der Zeitschrift Theoretical Surgery (gegr. 1986) entstanden ist.
Die Zeitschrift hat Verbindungen zur Association of Surgeons of Great Britain and Ireland, der Society of Academic and Research Surgery, der Swedish Surgical Society und der Schweizerischen Gesellschaft für Chirurgie; sie erscheint mit zwölf Ausgaben im Jahr. Es werden Arbeiten aus allen Bereichen der Chirurgie veröffentlicht.
Der Impact Factor lag im Jahr 2014 bei 5,542. Nach der Statistik des ISI Web of Knowledge wird das Journal mit diesem Impact Factor in der Kategorie Chirurgie an fünfter Stelle von 198 Zeitschriften geführt.